# Poecilopsis similis
Poecilopsis similis är en fjärilsart som beskrevs av Harrison. Poecilopsis similis ingår i släktet Poecilopsis och familjen mätare. Inga underarter finns listade i Catalogue of Life.